# Schausia congoana
Schausia congoana là một loài bướm đêm trong họ Noctuidae.